# 施洗圣约翰堂 (布里斯托尔)
51°27′21″N 2°35′43″W / 51.45583°N 2.59528°W
施洗圣约翰堂（Church of St John the Baptist）是英格兰布里斯托尔的一座历史悠久的教堂，由教堂保护信托基金会管理。上部的教堂，及其中世纪拱形墓穴，位于宽街（Broad Street）的末端，纳入旧城的中世纪城墙中。

## 历史

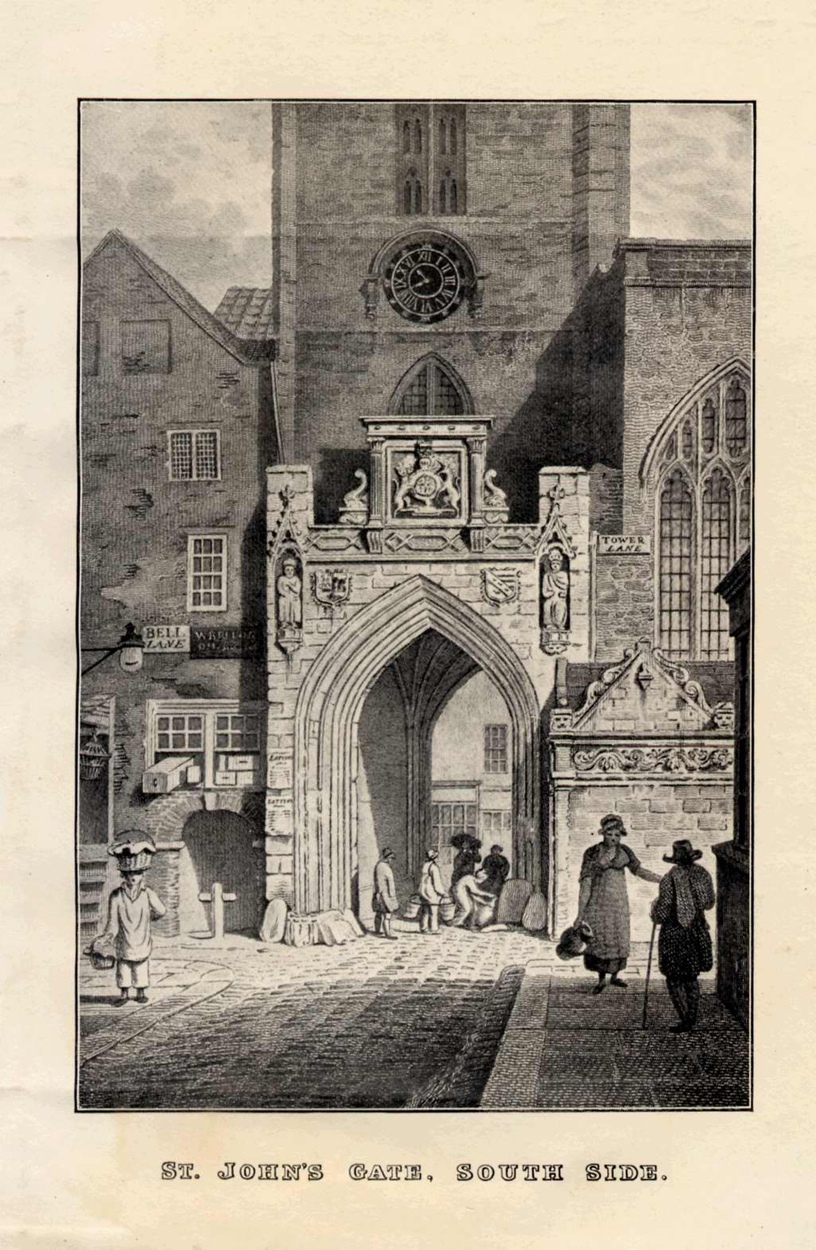

这座教堂建于14世纪（19世纪经过大量改造），塔楼和尖顶耸立在最后一座城门圣约翰门之上。教堂非常狭窄，因为它修建在城墙内并且沿着城墙。因此，它也被称为“城墙上圣约翰堂”（St John's on the Wall）。 城墙上高高的十字架楼梯入口，表明了早期大十字架的所在地。类似的十字架楼梯入口可以在圣彼得堂、圣腓力圣雅各堂、圣司提反堂看到。 教堂下面是一个拱形的地下聖堂, 供奉十字架。 自1374年以来，用管道从布兰登山引水，并在人行道上用小牌标出管道的路线。 。

## 艺术品
教堂有沃尔特·弗兰普顿（1357年去世）的雕像，他曾三次担任布里斯托尔市长，是该堂的大捐助人。还有一尊纪念托马斯·罗利（1478年逝世）的黄铜雕像，他的名字被18世纪十几岁的诗人托马斯·查特顿用作写中世纪诗歌的笔名。
在大门的南侧，有布里斯托尔的传奇创始人布伦努斯和贝利努斯的雕像，面朝宽街。它们可能比大门更古老。
大门两侧的两个拱门的内部，现在被涂鸦所覆盖。
圣约翰的墓地保存下来，从约翰街可以看到，不向公众开放。

## 档案
该堂的堂区记录保存在布里斯托尔档案馆中，包括洗礼、婚姻登记以及埋葬登记等。

## 现状
该堂由国家遗产慈善机构教堂保护信托基金会管理。每天免费开放，向游客展示讲述中世纪布里斯托尔的故事。已列为I级登录建筑。地下圣堂可供租用作为现场音乐场地和画廊。也可以用作拍摄地点。

## 堂会
1940年圣玛丽港教堂遭轰炸后，这座历史上的福音派、加尔文派教会，搬来施洗圣约翰堂，会众人数逐渐减少，直到1984年该建筑被英格兰安立甘宗教堂委员会关闭。剩下的信徒搬到科隆三王礼拜堂。堂会已经撤销，一些信徒加入了在霍菲尔德新建立的乌尔斯特自由长老会。